# Aardbeving San Juan 1944

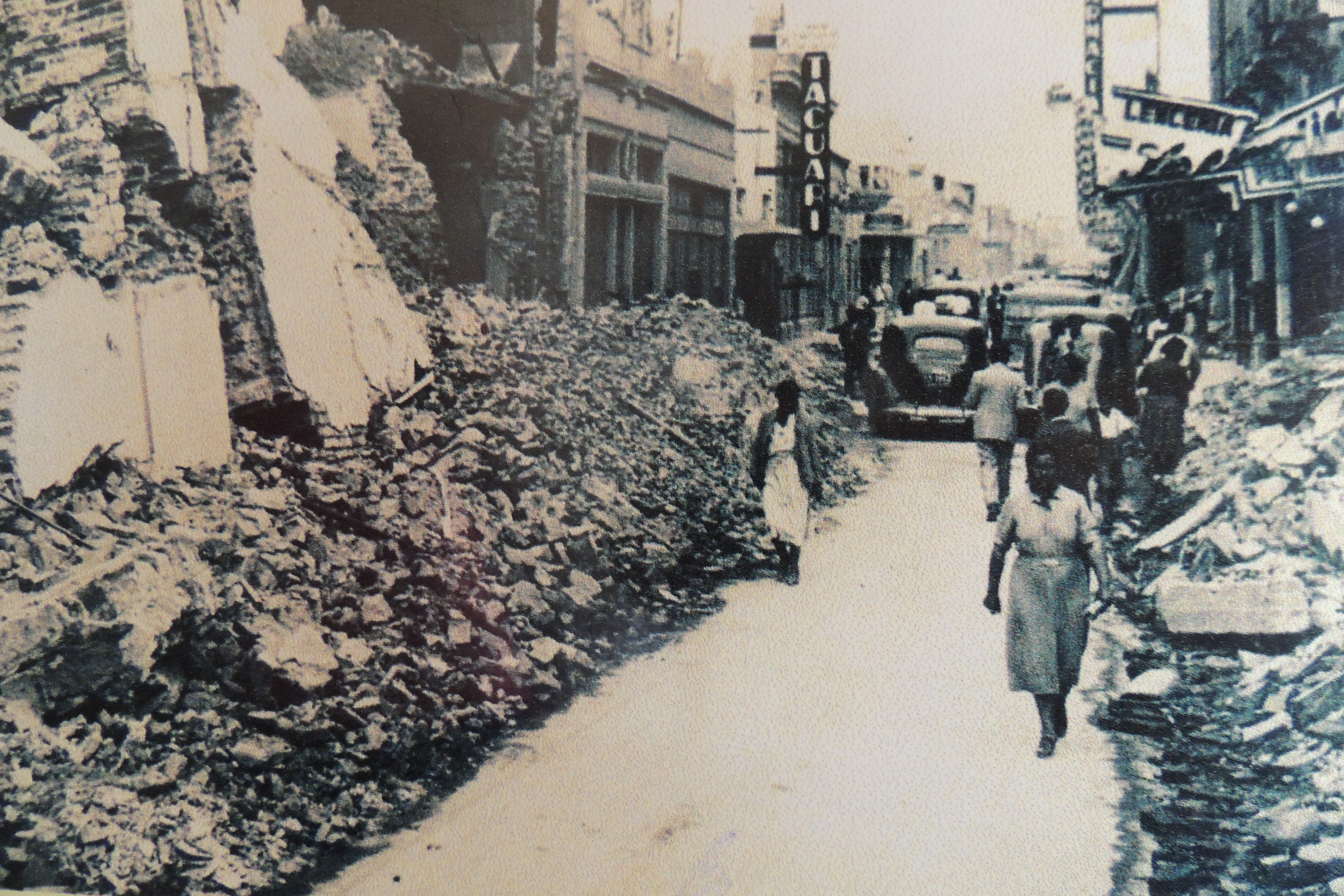
Schade na de aardbeving

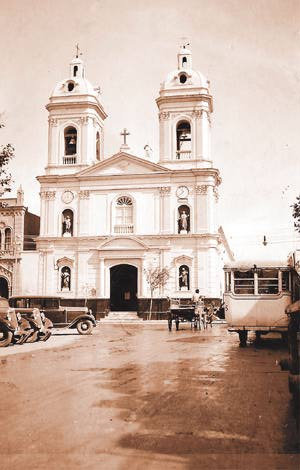
De vernielde oude kathedraal

Op 15 januari 1944 werd de Argentijnse stad San Juan getroffen door een aardbeving. Hierbij vielen tot 10.000 doden en werd 90% van de gebouwen vernield of beschadigd.

## Aardbeving
De aardbeving vond plaats op 15 januari 1944 om 19u46. Een eerste schok bestond uit een verticale beweging, een volgende uit een horizontale beweging, van west naar oost. De aardbeving duurde in totaal 15 seconden. De aardbeving vond plaats op een diepte van ongeveer 14 km en het epicentrum bevond zich 30 km ten noorden van San Juan in La Laja tussen Chimbas en Albardón. De aardbeving had een kracht tussen 7,4 en 7,8 op de schaal van Richter.
San Juan ligt in een gebied ten oosten van de Andes dat gevoelig is voor aardbevingen. De laatste grote aardbeving had er plaatsgevonden in 1894.

## Schade
Er vielen acht tot tienduizend doden op een totale bevolking van zeventig tot tachtigduizend. Daarnaast waren er ongeveer twaalfduizend gewonden.
Ongeveer 90% van de gebouwen in San Juan was vernield of beschadigd. Dat is meer dan men zou verwachten bij een aardbeving van deze kracht. Dit was een gevolg van het feit dat veel gebouwen waren opgetrokken in adobe, ongebakken klei. Onder meer de 18e-eeuwse kathedraal werd vernield.

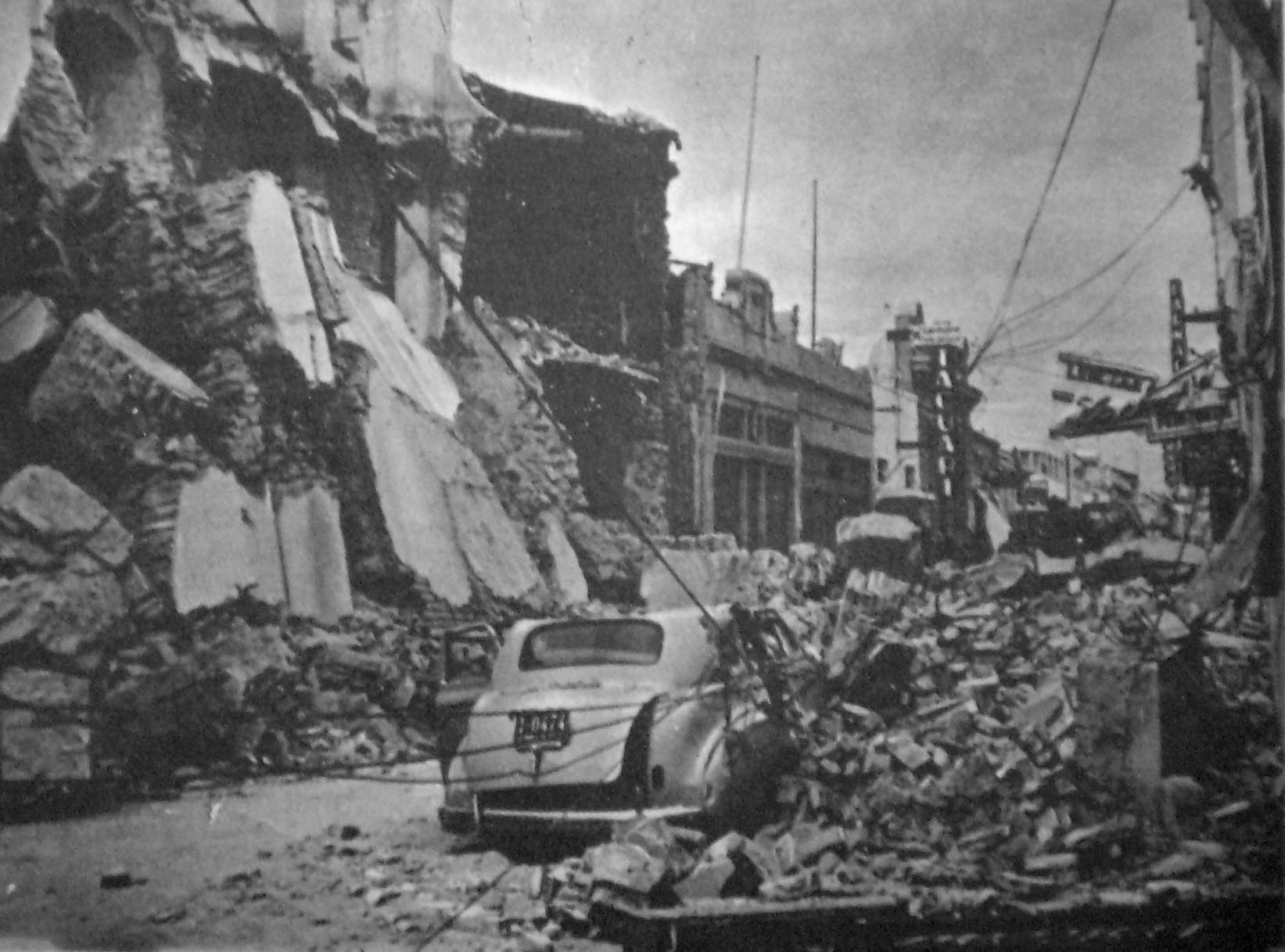
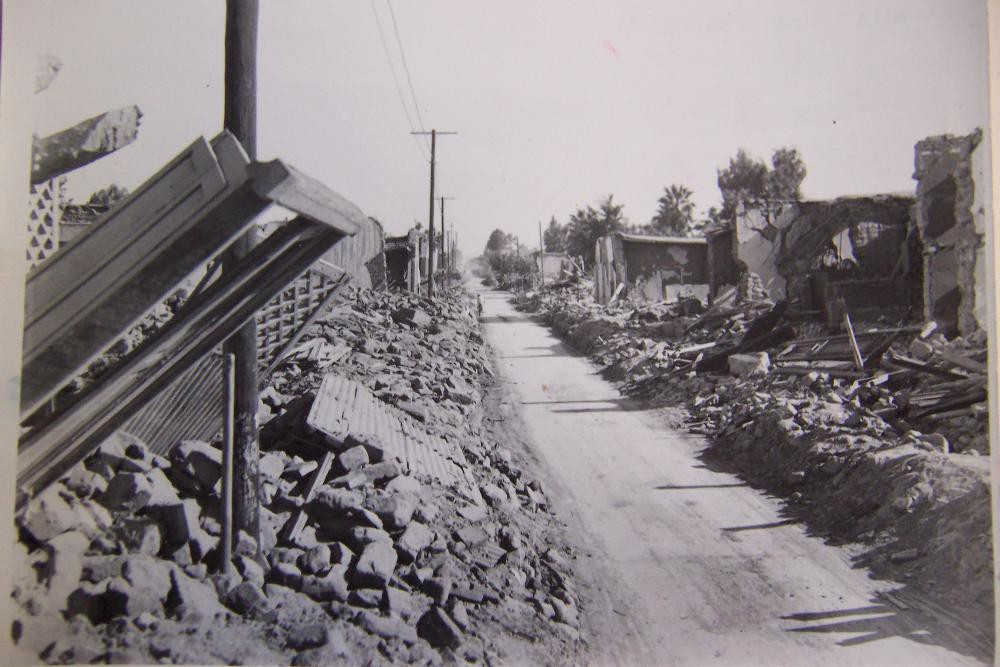
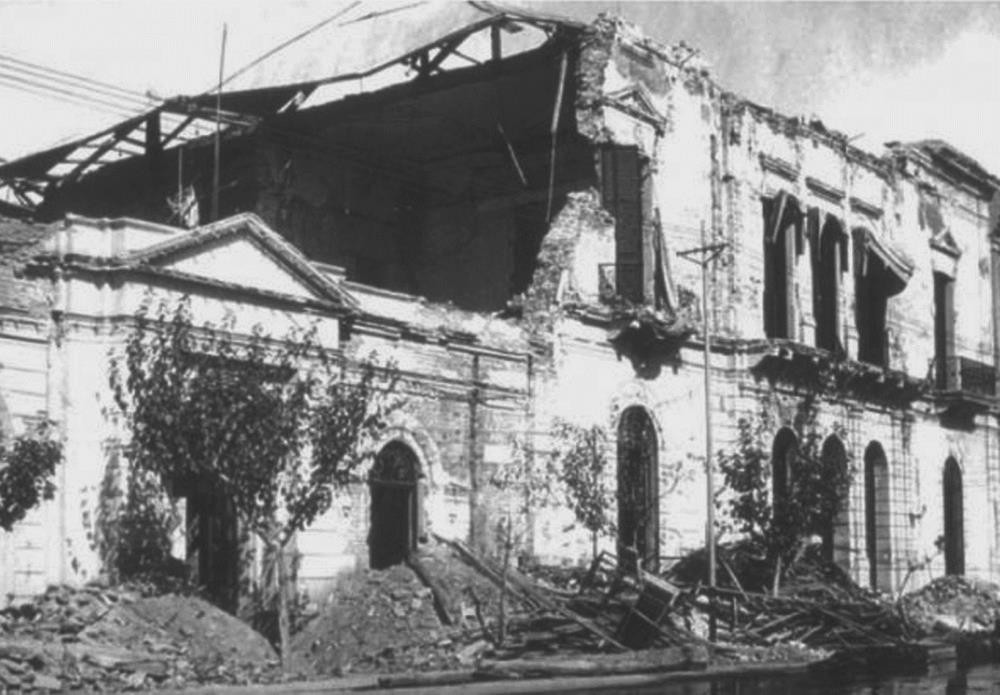
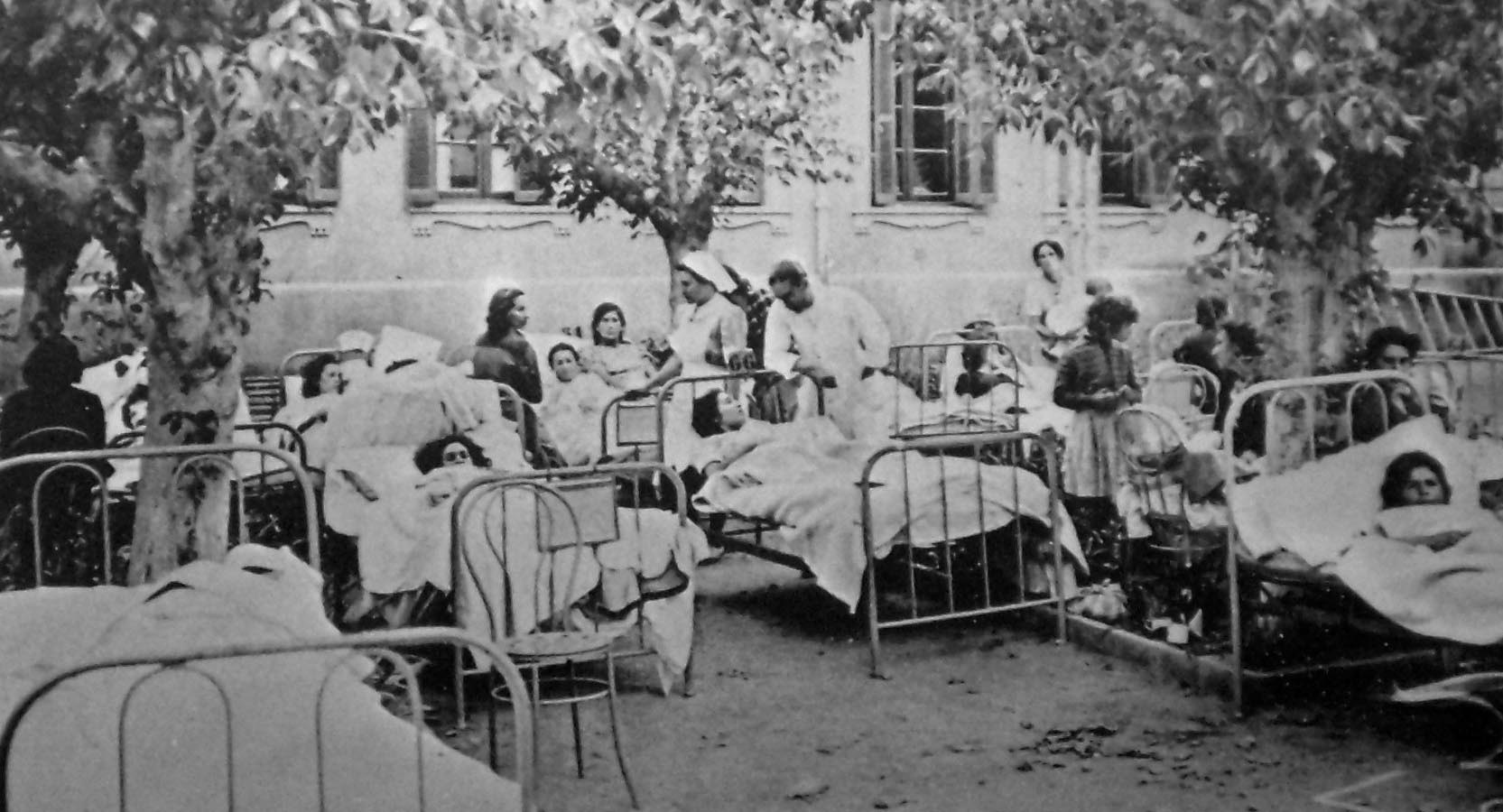
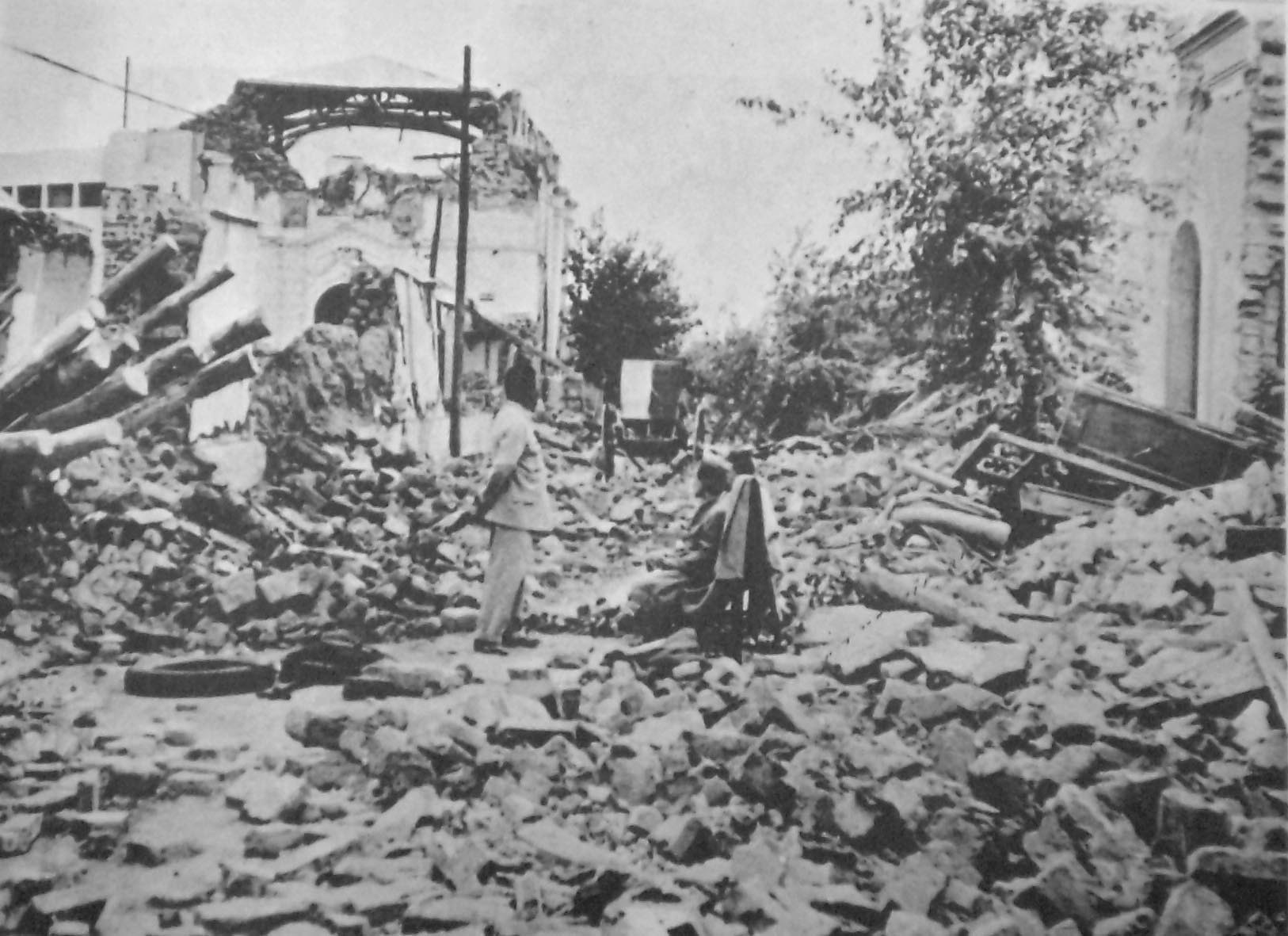

## Wederopbouw
Na de aardbeving werd overwogen om de stad op een andere plaats herop te bouwen omdat het gebied gevoelig is voor aardbevingen. Dit gebeurde niet, maar er kwamen wel bouwvoorschriften. De streek werd opnieuw getroffen door lichtere aardbevingen in 1952 en 1977 maar hierbij viel veel minder schade.